# Paul Caligiuri
Paul David Caligiuri (ur. 9 marca 1964 w Westminster w Kalifornii) – amerykański piłkarz. W reprezentacji w latach 1984-1998 rozegrał 110 meczów i strzelił 5 goli.